# Деркур, Дени
Дени Деркур (фр. Denis Dercourt, р. 1 октября 1964 года, Париж) — французский кинорежиссёр и сценарист. С 1997 года поставил шесть кинофильмов, два которых — «Ассистентка» и «Завтра на рассвете» — демонстрировались в секции «Особый взгляд» на Каннском кинофестивале, соответственно, в 2006 и 2009 годах. Помимо кинематографии Деркур занимается музыкой. Он — профессор альта Страссбургской консерватории.

## Фильмография
1. 1997 — Le déménagement
2. 1998 — Les cachetonneurs
3. 2000 — Lise et André
4. 2003 — Mes enfants ne sont pas comme les autres
5. 2006 — Ассистентка
6. 2009 — Завтра на рассвете[фр.]
7. 2015 — В равновесии[фр.]